# بلكاتكين
بلكاتكين مجهول تاريخ الميلاد، وقد توفي في 975، وقد حكم الدولة الغزنوية في الفترة من عام966 إلى 975.
عندما مات أبو إسحاق إبراهيم لم يكن له أبناء ليرثوه في الحكم. فاختار القادة والأمراء الأتراك بيلجا تكين خلفا له، وقد كان عبدا لألب تكين، ومن القادة في الجيش والقوات الخاصة ورتبته حاجب. وقد أراد السيطرة على بخاري وأرسل جيشا للقيام بذلك، إلا أن السامانيين إستطاعوا هزيمته ولم يقدم على إرسال جيش مرة أخرى. وقد استمر عشر سنوات حاكما للغزنوين، وتوفي أثناء حصار حصن كرديز، وجاء بوري تكين خلفا له.